# Suicide Kings
Suicide Kings (Temple suicida en Hispanoamérica) es una película estadounidense de 1997 protagonizada por Christopher Walken, Denis Leary, Sean Patrick Flanery, Johnny Galecki, Jay Mohr, Jeremy Sisto y Henry Thomas. Está basada en la historia corta de Don Stanford, The Hostage, y fue dirigida por Peter O'Fallon.

## Argumento
Narrada de manera no lineal, la historia se centra en las hazañas de un grupo de veinteañeros, adinerados, que planean un secuestro para salvar a la hermana de uno de ellos. El secuestrado es Carlo Bartolucci (Christopher Walken), un respetado exjefe de la mafia. Mientras tanto, su hombre más fiel lo está buscando. El plan se complica cuando, a medida que pasa el tiempo, la inexperiencia de los jóvenes se vuelve en su contra.

## Reparto
- Christopher Walken - Carlo Bartolucci/Charlie Barret
- Denis Leary - Lono Veccio
- Henry Thomas - Avery Chasten
- Sean Patrick Flanery - Max Minot
- Nathan Dana - Aldrich Marcus
- Jay Mohr - Brett "Brad" Campbell
- Jeremy Sisto - T.K.
- Frank Medrano - Heckle
- Brad Garrett - Jeckyll
- Johnny Galecki - Ira Reder
- Laura San Giacomo - Lydia
- Laura Harris - Elise Chasten
- Nina Siemaszko - Jennifer